# Anaso Jobodwana
Anaso Jobodwana (né le 30 juillet 1992 à Aberdeen) est un athlète sud-africain, spécialiste des épreuves de sprint.

## Biographie
Étudiant à l'Université du Mississippi, à Oxford aux États-Unis, il se distingue en 2012 en améliorant de près de 3/10e son record personnel sur 200 mètres avec 20 s 32. Sélectionné dans l'équipe d'Afrique du Sud pour les Jeux olympiques de 2012, à Londres, Anaso Jobodwana se classe deuxième de sa demi-finale, derrière Usain Bolt, en améliorant de 0,05 s son record personnel avec 20 s 27. Il termine huitième et dernier de la finale olympique en 20 s 69.
En 2013, il remporte les titres des deux épreuves de sprint court lors des Universiades d'été de Kazan, en Russie. Vainqueur du 100 m en égalant son record personnel de 10 s 10 établi en mai 2013 à Greensboro, il s'adjuge également la médaille d'or du 200 m en courant 20 s 00 en finale (vent de 2,4 m/s, supérieur à la limite autorisée). Il se classe sixième des championnats du monde de 2013 à Moscou, dans le temps de 20 s 14.
Le 16 mai 2015 à George Town, Anaso Jobodwana établit un nouveau record d'Afrique du Sud du 200 m en 20 s 06, améliorant de 5/100e le temps de Morné Nagel datant de 2002. Le 30 mai, lors du Prefontaine Classic d'Eugene, il améliore ce record pour le porter à 20 s 04, terminant deuxième de l'épreuve derrière l'Américain Justin Gatlin.
Dépossédé de son record d'Afrique du Sud par Wayde van Niekerk (19 s 94) en juillet, il le récupère le 27 août 2015 en finale des championnats du monde de Pékin, en passant pour la première fois sous la barre des 20 secondes (19 s 87), remportant ainsi la médaille de bronze, derrière les deux grands favoris Usain Bolt et Justin Gatlin et devançant de 2/1000e Alonso Edward.

## Palmarès

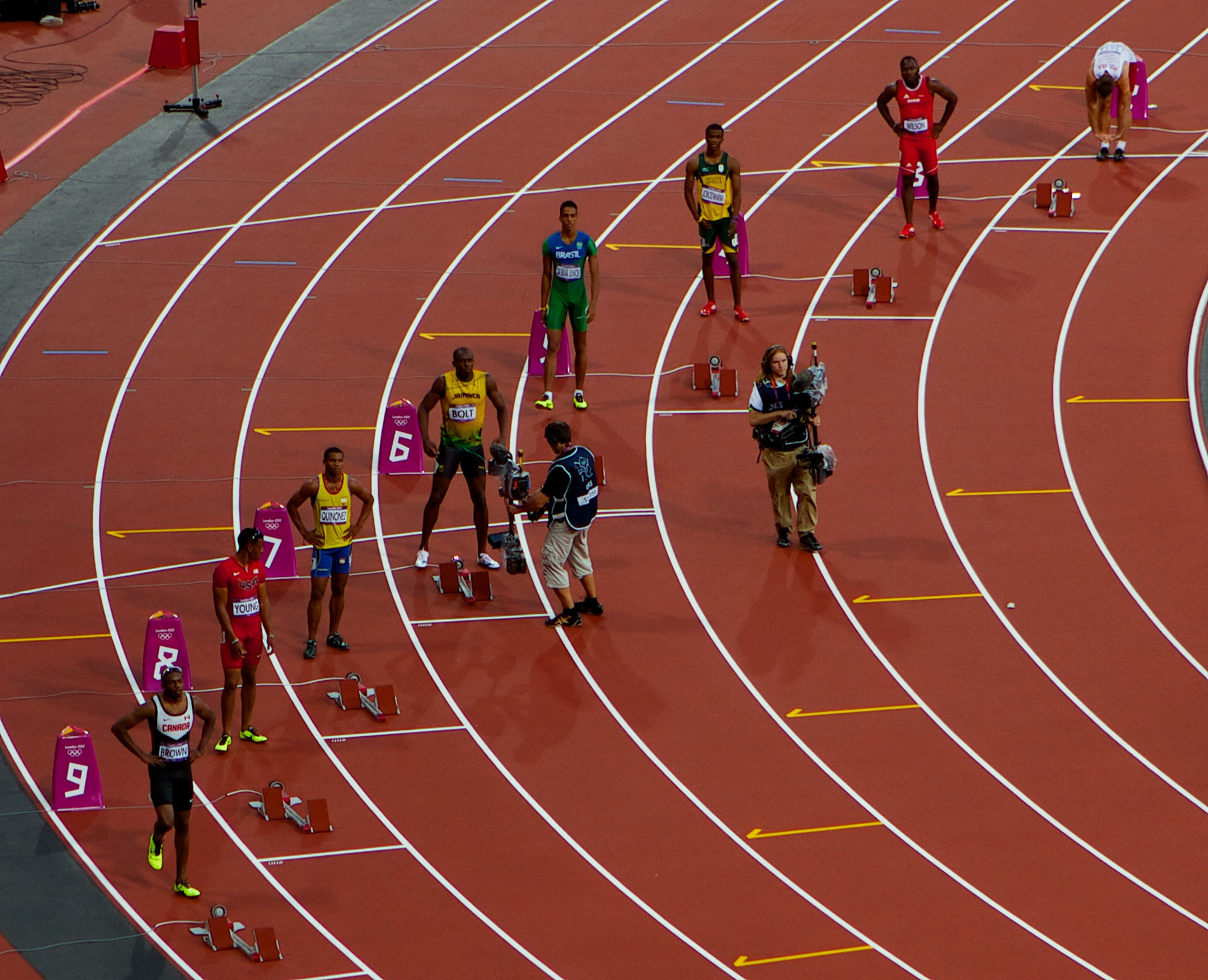
Anaso Jobodwana (couloir n° 4) lors des demi-finales du 200 m des Jeux olympiques de 2012

| Date | Compétition           | Lieu             | Résultat | Épreuve   | Temps                        |
| ---- | --------------------- | ---------------- | -------- | --------- | ---------------------------- |
| 2012 | Jeux olympiques       | Londres          | 8e       | 200 m     | 20 s 69                      |
| 2013 | Universiade           | Kazan            | 1er      | 100 m     | 10 s 10                      |
| 2013 | Universiade           | Kazan            | 1er      | 200 m     | 20 s 00                      |
| 2013 | Championnats du monde | Moscou           | 6e       | 200 m     | 20 s 14                      |
| 2015 | Championnats du monde | Pékin            | 3e       | 200 m     | 19 s 87                      |
| 2015 | Ligue de diamant      | Ligue de diamant | 2e       | 200 m     | détails                      |
| 2018 | Jeux du Commonwealth  | Gold Coast       | 2e       | 4 × 100 m | 38 s 24                      |
| 2019 | Relais mondiaux       | Yokohama         | 2e       | 4 x 200 m | 1 min 20 s 64 (AR, en série) |
| 2019 | Jeux africains        | Rabat            | 3e       | 200 m     | 20 s 56                      |
| 2019 | Jeux africains        | Rabat            | 3e       | 4 × 100 m | 38 s 80                      |

### Records
| Épreuve | Performance  | Lieu             | Date                       |
| ------- | ------------ | ---------------- | -------------------------- |
| 100 m   | 10 s 10      | Greensboro Kazan | 24 mai 2013 8 juillet 2013 |
| 200 m   | 19 s 87 (NR) | Pékin            | 27 août 2015               |